# Страшкув (гміна Клодава)
Страшкув (пол. Straszków) — село в Польщі, у гміні Клодава Кольського повіту Великопольського воєводства.
Населення — 119 осіб (2011).
У 1975-1998 роках село належало до Конінського воєводства.

## Демографія
Демографічна структура станом на 31 березня 2011 року:
|          | Загалом | Допрацездатний вік | Працездатний вік | Постпрацездатний вік |
| -------- | ------- | ------------------ | ---------------- | -------------------- |
| Чоловіки | 60      | 14                 | 37               | 9                    |
| Жінки    | 59      | 10                 | 35               | 14                   |
| Разом    | 119     | 24                 | 72               | 23                   |